# 1504 în literatură
- 1503 în literatură — 1504 în literatură — 1505 în literatură

Anul 1504 în literatură a implicat o serie de evenimente semnificative. 

## Eseuri
- Erasmus din Rotterdam - "Enchiridion militis christiani" ("Manualul combatantului creștin")

## Decese
Format:1504